# Étodolac
L'étodolac est un médicament de type anti-inflammatoire non stéroïdien.

## Mode d’action
Il agit en bloquant la COX1 et la COX2 .

## Usage médical
L'étodolac est un anti-inflammatoire non stéroïdien  utilisé pour traiter la douleur et l'inflammation . Cela peut inclure des affections telles que l'arthrose ou la polyarthrite rhumatoïde . Le médicament est pris par voie orale.

## Effets secondaires
Les effets secondaires de ce médicament  comprennent des brûlures d'estomac, des douleurs abdominales, des saignements gastro-intestinaux, des nausées, des problèmes rénaux, des étourdissements, des gonflements, des saignements, des bourdonnements d'oreilles ou des problèmes hépatiques. D’autres effets secondaires peuvent inclure des crises cardiaques, de l’hypertension artérielle, une insuffisance cardiaque ou une anaphylaxie . L'utilisation de ce médicament dans la seconde moitié de la grossesse peut nuire au fœtus.

## Histoire
Le médicament a été breveté en 1971 et approuvé pour un usage médical en 1985. Il a été approuvé aux États-Unis en 1991. Il est disponible sous forme de médicament générique . Au Royaume-Uni, 30 comprimés de 600 mg coûtent au NHS environ 15 livres sterling  en 2021. Aux États-Unis, ce montant coûte environ 22 dollars américains.